# Pastoral lease
Een pastoral lease is een pachtvorm in Australië en Nieuw-Zeeland op grond waarvan kroonland kan worden verpacht voor het weiden van vee.
In Australië mag de pachter de lease niet zonder toestemming van de overheid verkopen of als onderpand gebruiken. De pachter betaalt een pachtsom en moet het land verantwoord beheren. De Kroon kan een pachtovereenkomst beëindigen, wanneer het land voor andere doeleinden benodigd wordt of wanneer een pachter niet aan de voorwaarden in de pachtovereenkomst voldoet. In het laatste geval kan er aanvullend nog een boete worden opgelegd.